# Azure (cor)
Azure é uma cor azul-ciano na roda de cores HSV (Hue, Saturation, Value), também conhecido como a roda de cores RGB, em 210 graus. Azure é a tonalidade que está a meio caminho entre o azul e o ciano. Azure é uma das cores terciárias na roda de cores HSV. Sua cor complementar é o laranja.

## Nome
A palavra Azure é um sinônimo próximo para a cor azul. Comumente se refere a um azul brilhante, assemelhando-se ao céu em um dia brilhante e claro.
A etimologia da palavra azure (arcaico azur) tem sido traçada até a palavra persa لاژورد "Lazheward", que é um lugar no nordeste do Afeganistão, que em tempos antigos era a principal fonte para lápis-lazúli, uma pedra semi-preciosa com a cor azul intensa. A palavra foi adotada em francês (como l'azur, o /l/ inicial  é entendido como 'o') por volta do século XII. Hoje é encontrada em todas as línguas da Europa Ocidental. Foi adotado para o inglês a partir do francês, e o primeiro registro do uso como nome de uma cor em inglês foi em 1374 na obra de Geoffrey Chaucer Troilus and Cressida, onde ele se refere a "um broche, ouro e asure".

## Heráldica
O uso do termo espalhou através da prática da heráldica, onde azure representa a cor azul no sistema de tinturas. Em gravuras, é representada como uma região de linhas horizontais paralelas, ou pela sigla az. Ou b. Na prática, azure tem sido representado por qualquer número de tons de azul. Mais tarde, a heráldica passou a ter um azul leve, chamado blau celeste ("azul celeste"), que muitas vezes é especificado.